# سیسه بابد کنوسن
سیسه بابِد کنوسن (دانمارکی: Sidse Babett Knudsen- تلفظ دانمارکی: [ˈsisə b̥ab̥ɛd̥ ˈkʰnusn̩]) هنرپیشهٔ زادهٔ ۲۲ نوامبر ۱۹۶۸ اهل دانمارک است. از فیلم‌ها یا سریال‌های تلویزیونی که وی در آن نقش داشته‌است، می‌توان به هلوگرامی برای پادشاه، دنیای غرب، بعد از عروسی، مترجمان و دنیای مُـنا اشاره کرد.